# Anna Pligounova
Anna Pligounova (en russe : Анна Плигунова) est une ancienne joueuse de volley-ball russe née le 20 octobre 1971. Elle mesure 1,83 m et jouait au poste de centrale. 

## Clubs
| Club                 | De        | À         |
| -------------------- | --------- | --------- |
| Spartak Omsk         | 1988-1989 | 1998-1999 |
| Günes Sigorta        | 1999-2000 | 1999-2000 |
| Beşiktaş İstanbul    | 2000-2001 | 2000-2001 |
| AES Balakovo         | 2001-2002 | 2001-2002 |
| Samorodok Khabarovsk | 2003-2004 | 2008-2009 |
| Omitchka Omsk        | 2009-2010 | 2010-2011 |

## Palmarès
- Coupe de Turquie
  - Finaliste : 2000.
- Championnat de Turquie
  - Finaliste : 2000.
- Coupe de Russie
  - Finaliste : 2005.